# 軟體系統
軟體系統（software system）是一個以软件中並聯的组件形成的系統，是電腦的一部份（另外一部份則為硬體）。軟體系統「包括了許多獨立的程式、設定程式的配置文件、描述系統結構的软件文档, 以及說明使用方式的使用說明書。」
「軟體系統」所指的和计算机程序或软件不同。计算机程序一般是指執行特定用途的一連串指令（源代码）或目标代码。但軟體系統是更籠統的概念，其中包括更多的元件，例如規格、测试結果、終端用戶文件、維護記錄等。
「軟體系統」一詞使用的時間和系統理論應用在软件工程中的時間點相當。軟體系統包括了許多個別的電腦程式，以及相關的配置文件、說明書等，一起運作成為系統。此一概念是用來研究大而複雜的軟體的，因為其關注在軟體的主要元件以及其互動。也和软件架构的領域有關。
軟體系統是软件工程中的活躍領域之一，也是系統工程的活躍領域像是《系統與軟體期刊》（由愛思唯爾發行）等學術期刊特別著重此一主題
ACM软件系统奖是每年頒發的獎項，獎勵「發展在概念的貢獻上或是在商業接受度上，有持續影響力的系統」的個人或是組織。计算机协会從1983年開始頒發此一獎項，也有由IBM贊助的奬金。

## 分類
軟體系統包括软件开发、软件开发工具及系统软件，不過有時不太容易分類。軟體系統的例子有操作系统、電腦預約系統、航空交通管制系統、軍事控制系統、电信网络、内容管理系统、数据库、专家系统及嵌入式系统等。